# Beija-Flor do Norte
Beija-Flor do Norte é uma escola de samba da cidade de Manaus, no estado brasileiro do Amazonas.
Foi fundada no bairro do Japiim, na Zona Sul, mas atualmente se encontra fixada no Amazonino Mendes, região popularmente conhecida como "Mutirão", no bairro Novo Aleixo, na Zona Norte. Aponta como uma Agremiação inovadora, ao  trazer para o sambódromo em 2019, Nelly Miranda, a primeira mulher, intérprete oficial de uma Escola de Samba no carnaval de Manaus.
Foi campeã do Grupo de Acesso B em 2013 com o enredo: "Mutirão: 25 Anos de Amor e União".

## Segmentos

### Presidentes
| Nome | Mandato | Ref. |
| ---- | ------- | ---- |
|      |         |      |

### Diretores
| Ano | Diretor de Carnaval | Diretor geral de harmonia | Mestre de bateria | Ref. |
| --- | ------------------- | ------------------------- | ----------------- | ---- |
|     |                     |                           |                   |      |
|     |                     |                           |                   |      |

### Coreógrafo
| Ano | Nome | Ref. |
| --- | ---- | ---- |
|     |      |      |
|     |      |      |

### Casal de Mestre-sala e Porta-bandeira
| Ano | Nome | Ref. |
| --- | ---- | ---- |
|     |      |      |
|     |      |      |

### Corte De Bateria
| Ano | Rainha De Bateria | Ref. |
| --- | ----------------- | ---- |
|     |                   |      |
|     |                   |      |

## Carnavais
| Ano                                                                                | Colocação   | Grupo    | Enredo                                                                     | Carnavalesco    | Intérprete | Ref   |
| ---------------------------------------------------------------------------------- | ----------- | -------- | -------------------------------------------------------------------------- | --------------- | ---------- | ----- |
| 2006                                                                               | 10º lugar   | 2        | Brasil em Busca do Hexa                                                    |                 |            |       |
| 2007                                                                               |             | 2        |                                                                            |                 |            |       |
| 2008                                                                               | 6º lugar    | 2        | Manaus Sonho de Ontem que Vivo Hoje em Busca de um Amanhã Melhor           |                 |            |       |
| 2009                                                                               | 6º lugar    | Acesso   | 30 Anos da AGFAM                                                           |                 |            |       |
| 2010                                                                               | Vice-campeã | B        | Cidade de Fonte Boa                                                        |                 |            |       |
| 2011                                                                               | 7º lugar    | Acesso   | Moysés Oliveira e os Dez Mandamentos do Samba                              | Jorge Granjeiro |            |       |
| 2012                                                                               | 3º lugar    | Acesso B | Rosa: Uma Brilhante Mulher                                                 | Jorge Granjeiro |            | [ 2 ] |
| 2013                                                                               | Campeã      | Acesso B | Mutirão: 25 Anos de Amor e União                                           | Jorge Granjeiro |            |       |
| 2014                                                                               | 6º lugar    | Acesso A | Márcio Braga: O Mensageiro do Humor                                        | Jorge Granjeiro |            |       |
| 2015                                                                               | Vice-Campeã | Acesso A | Japiim é o meu tesouro                                                     |                 |            |       |
| 2016                                                                               | 5º lugar    | Acesso A | Beija-Flor no Reino do Samba e da Alegria...                               |                 |            |       |
| 2017                                                                               | Vice-Campeã | Acesso A | Beija-Flor nos braços de uma Grande Família                                |                 |            |       |
| 2018                                                                               | 5° Lugar    | Acesso A | Meu Beija-Flor e a Juventude, um novo alvorecer                            |                 |            |       |
| 2019                                                                               | 4º lugar    | Acesso A | De pai pra filho - O DNA do samba caboclo no sangue da Beija-Flor do Norte |                 |            |       |
| 2020                                                                               | 8º lugar    | Acesso A | Abaciruja, o índio sonhador (reedição Unidos do Alvorada 2000)             |                 |            |       |
| Devido à pandemia do novo Coronavírus, não houve carnaval nos anos de 2021 e 2022. |             |          |                                                                            |                 |            |       |
| 2023                                                                               | 7º lugar    | Acesso A | Êpahey, Oyá!                                                               |                 |            |       |
| 2024                                                                               |             | Acesso A |                                                                            |                 |            |       |